# Chuyến lưu diễn

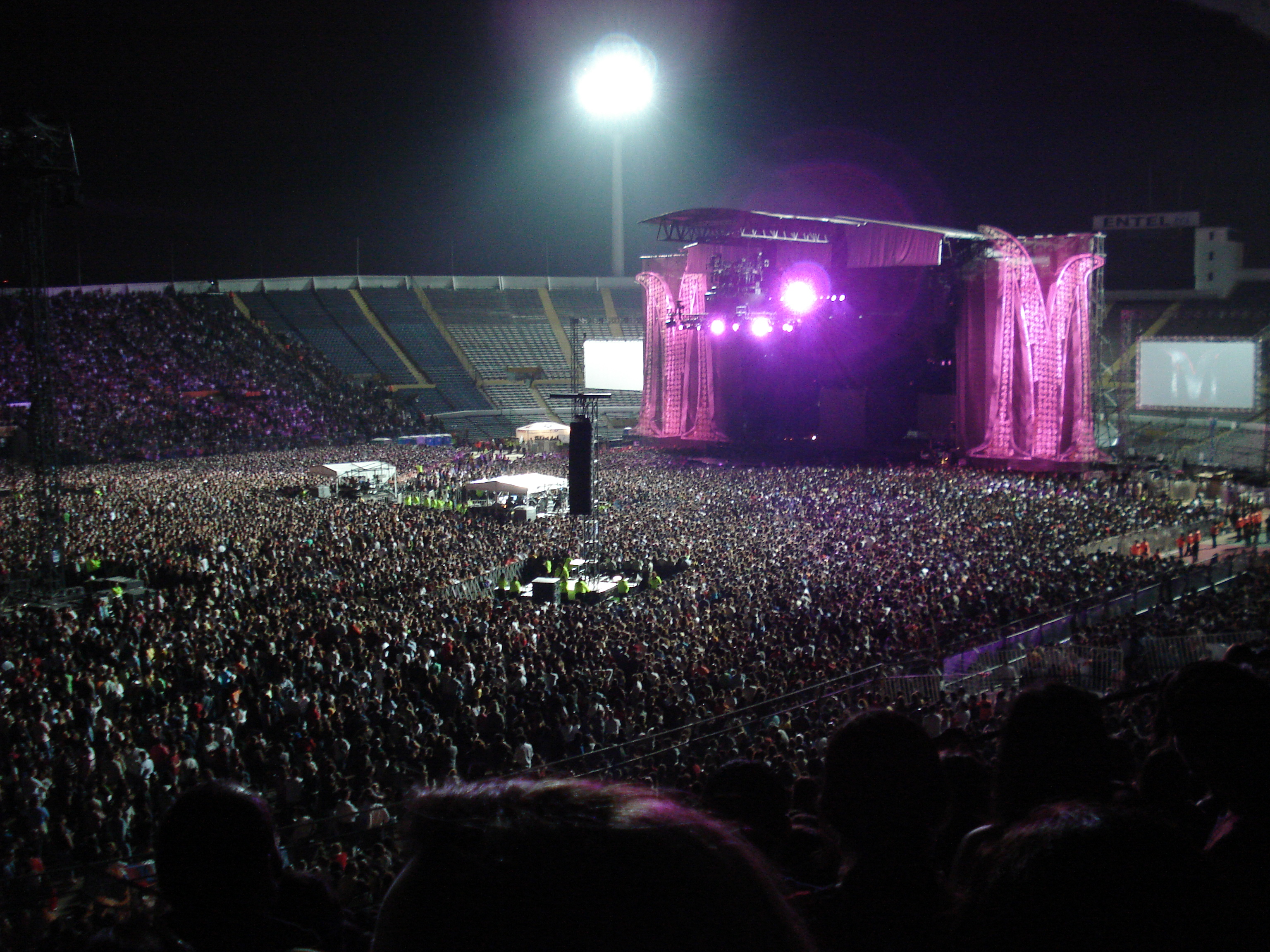
Góc nhìn trên cao của chuyến lưu diễn Sticky & Sweet Tour năm 2008 của nữ ca sĩ Madonna tổ chức tại sân vận động quốc gia nằm ở thủ đô Santiago của Chile.

Chuyến lưu diễn (tiếng Anh: concert tour), hay còn gọi là tour lưu diễn hoặc tour diễn, là một chuỗi các buổi biểu diễn ca nhạc của một nghệ sĩ hay một nhóm các nghệ sĩ dừng chân tại các thành phố, quốc gia hay địa điểm khác nhau. Thường thì chuyến lưu diễn được đặt tên để phân biệt các tour diễn khác nhau của cùng một nghệ sĩ và cũng nhằm để kết hợp một tour diễn cụ thể với một album hay sản phẩm âm nhạc nào đó (ví dụ: Courage World Tour của nữ ca sĩ Céline Dion, The Joshua Tree Tour của ban nhạc U2 vốn đặt theo tên album nhạc). Đặc biệt trong thế giới âm nhạc đại chúng thì những chuyến lưu diễn như vậy có thể trở thành thương hiệu kinh doanh quy mô lớn, kéo dài trong vài tháng hoặc thậm chí là nhiều năm, được hàng trăm nghìn hay cả triệu người theo dõi, cũng như đem lại doanh thu bán vé hàng triệu đô la Mỹ (hoặc tương đương). Nghệ sĩ biểu diễn chuyên tổ chức các chuyến lưu diễn thì được gọi là nghệ sĩ đi tour (tiếng Anh: touring artist) hay ca sĩ chạy sô/ca sĩ chạy show.